# Jill St. John
Jill St. John, ursprungligen Jill Arlyn Oppenheim,  född 19 augusti 1940 i Los Angeles i Kalifornien, är en amerikansk skådespelare.

## Biografi
Jill St. John började sin karriär i radio som 6-åring. Filmdebuten skedde som statist i Uppror i Ghandahar 1952, men hon hade gjort TV-framträdanden innan dess. Hon fick två större biroller 1959 då hon i komedifilmerna Fy skäms pappa! och Vi flyger till Rio spelade dotter till Clifton Webbs karaktärer. Hon hade sin storhetsperiod i en rad filmer under 1960-talet, oftast i roller som korkad brud. 1967 gjorde hon en huvudroll mot Frank Sinatra i filmen Tony Rome.
Främst känd är hon för sin roll som diamantsmugglaren Tiffany Case i Bondfilmen Diamantfeber 1971. St. John var den första amerikanska Bondbruden. Kort därefter lämnade hon Hollywood, men fortsatte då och då skådespela för TV. Hon har filmat sporadiskt sedan dess. Hennes senaste TV-roll var i julfilmen Northpole 2014 där hon spelade mot sin man Robert Wagner.
Jill St. John är sedan 1990 gift med skådespelaren Robert Wagner och har sedan 1990-talet bott tillsammans med honom i Aspen, Colorado.

## Filmografi (urval)
- 1958 – Summer Love
- 1960 – En försvunnen värld
- 1961 – Ljuv är natten
- 1963 – Nu är det kul igen!
- 1963 – Slå på trumman bror
- 1963 – Vem har sovit i min säng?
- 1965 – Operation "Likvidering"
- 1966 – Läderlappen (TV-serie) (2 avsnitt)
- 1967 – Tony Rome
- 1968–1972 – Rowan & Martin's Laugh-In (TV-serie) (9 avsnitt)
- 1971 – Diamantfeber
- 1979–1982 – Kärlek ombord (TV-serie) (5 avsnitt)
- 1979 – Par i hjärter (TV-serie) (1 avsnitt)
- 1981–1982 – Fantasy Island (TV-serie) (2 avsnitt)
- 1982 – Magnum (TV-serie) (1 avsnitt)
- 1989 – Jorden runt på 80 dagar
- 1992 – Spelaren (som sig själv)
- 1997 – Seinfeld (TV-serie) (1 avsnitt)
- 2002 – The Trip